# Pycnogonum moniliferum
Pycnogonum moniliferum är en havsspindelart som beskrevs av Stock, J.H. 1991. Pycnogonum moniliferum ingår i släktet Pycnogonum och familjen Pycnogonidae. Inga underarter finns listade i Catalogue of Life.